# Kuchmala
Kuchmala és una muntanya al districte de Palakkad a l'estat de Kerala, Índia. La seva altitud és de més de 1.200 metres. El cim és un pinacle que marca la màxima altura de la serra de Kollandong. Té molta fusta de teka. Era habitat per la tribu muntanyesa dels kurders.